# Box Office Việt Nam
Box Office Việt Nam hay Box Office Vietnam là một trang tổng hợp, phân tích dữ liệu doanh thu phòng vé trên toàn lãnh thổ Việt Nam. Đây cũng là đơn vị duy nhất tại Việt Nam thống kê số liệu các cụm rạp, phòng chiếu, số lượng vé và doanh thu cho thị trường điện ảnh tại Việt Nam. Hiện nay, nhiều trang báo như Tuổi Trẻ, Thanh Niên, Zing News... hay Đài Á châu Tự Do khi đề cập đến doanh thu phòng vé hầu hết đều lấy số liệu được cập nhật từ Box Office Việt Nam.

## Hoạt động
Box Office Việt Nam được thành lập bởi Nguyễn Khánh Dương vào năm 2017 và đầy đủ các phim từ năm 2019. Trang web được vận hành dựa trên một hệ thống thuật toán để quét toàn bộ phòng chiếu cả nước với hơn 10 cụm rạp lớn nhỏ và hơn 1200 phòng chiếu. Hiện nay, đây cũng là đơn vị duy nhất tại Việt Nam thống kê số liệu các cụm rạp, phòng chiếu, số lượng vé và doanh thu thị trường điện ảnh Việt Nam.
Số liệu thống kê của Box Office Việt Nam cũng đã được đề cập khi lấy doanh thu về phim điện ảnh như các tờ báo Tuổi Trẻ, Thanh Niên, Zing News,... hay Đài Á Châu Tự Do. Dữ liệu doanh thu tại Việt Nam của Box Office Mojo cũng do trang web Box Office Việt Nam thực hiện.